# MRT 2
MRT 2 je makedonská televizní stanice, kterou vlastní a obsluhuje Makedonska radio televizija.